# 폴리아모리스트 목록
폴리아모리스트 목록은 다음과 같다.
- 코트니 액트[1][2]
- 에즈라 밀러[3]